# No Surprises
"No Surprises" és el tercer senzill de l'àlbum OK Computer, tercer treball d'estudi de la banda anglesa Radiohead.
La cançó fou composta per Radiohead durant la gira que van realitzar junt a R.E.M. l'any 1995. Les lletres expliquen la història d'un home que s'ha engreixat per treballar a fora i comença a tenir problemes amb la seva xicota. Fou la primera de l'àlbum a ser enregistrada i la versió de la cançó que conté el disc fou la primera gravació, ja que les que van realitzar a continuació eren covers d'aquesta primera i no la milloraven.
El senzill es va llançar el 12 de gener de 1998 i va arribar a la quarta posició de la llista britànica de senzills.
El videoclip de "No Surprises" fou dirigit per Grant Gee i consisteix només en un primer pla de la cara del cantant Thom Yorke dins un casc de l'estil d'un astronauta. La lletra de la cançó es mostra desplaçant-se lentament per la pantalla però reflectida d'un mirall, de manera s'ha de llegir al revés. Durant el primer vers de la cançó, el casc s'omple d'aigua mentre Yorke continua cantant, i en el segon, el casc es va buidant. Mentre el casc és ple d'aigua, Yorke està aproximadament un minut sense moure's dins el casc. Per a la seguretat de Yorke, aquesta escena es va filmar a alta velocitat i llavors editada a càmera lenta. En el documental sobre Radiohead Meeting People Is Easy, Gee explica com es va dur a terme la filmació d'aquesta escena i malgrat les mesures de seguretat que van prendre, Yorke se sentia molt incòmode i nerviós després de cada presa.

## Llista de cançons
CD1 (CDODATAS04)
1. "No Surprises" − 3:51
2. "Palo Alto" − 3:44
3. "How I Made My Millions" − 3:07

CD2 (CDNODATA04)
1. "No Surprises" − 3:50
2. "Airbag" (Directe a Berlín, 03/11/1997) − 4:49
3. "Lucky" (Directe a Florència, 30/10/1997) − 4:34

## Versions
Entre els diferents artistes que han realitzat alguna versió sobre "No Surprises" destaca la realitzada per Regina Spektor, pianista alternativa i música anti-folk, que va llançar la versió com a senzill de benèfic el 27 d'abril de 2010 i tots els beneficis obtinguts foren donats a l'organització Metges Sense Fronteres. Altres músics com Luka Bloom, Luka Bloom o Stanisław Sojka també van versionar la cançó. L'estatunidenca Amanda Palmer va enregistrar una versió de la cançó pel seu àlbum Amanda Palmer Performs the Popular Hits of Radiohead on Her Magical Ukulele, que incloïa cançons de Radiohead interpretades amb ukulele.